# 韋祺
韋祺（英語：Cade Cameron Wright；2003年8月8日—），香港中長跑及三項鐵人運動員。港九D1中學校際田徑賽1500米乙組及香港5000米、10公里青年紀錄保持者。韋祺曾就讀於中西區傳统名校聖士提反女子中學，是港英混血兒，爸爸是英國人，而媽媽則是在蘇格蘭長大的香港人。她冒起於2017年學界，在D2賽事打破塵封14年的港九區1500米C Grade紀錄。翌年更以0.15秒之差打破塵封18年的B Grade1500米紀錄，連續兩年在紀錄冊上留名，並帶領聖士提反女子中學升班D1。2018年7月韋祺在全國少年田徑錦標賽獲得3000米季軍，及1500米第六，跑出個人最佳時間。
2019年3月韋祺在第三屆亞洲少年田徑錦標賽中獲女子1500米冠軍，為香港隊摘下該屆唯一的一面金牌，亦是香港隊在亞洲少年田徑錦標賽歷來的第二面金牌。同年四月在香港田徑系列賽5000米賽事上跑出17分36秒33，把陳敏儀塵封25年的香港青年紀錄推前11秒。
2019年5月韋祺在蘇碧灣舉行的三項鐵人亞少資格賽中與孿生妹妹韋禔分别獲得亞軍及季軍，並順利獲得6月於韓國舉行的三項鐵人亞少賽的參賽資格，兩姊妹更在完成比賽回港後不足一星期便在香港田徑系列賽中力壓成年選手包辦冠、亞軍。其後韋祺在亞少賽中奪青年组第八，韋禔第十，兩人亦聯同陳明褌、黃子圖合力在混合接力中取得第四。同年八月韋祺在全國青年運動會中做出個人最佳成績，勇奪女子2000米障礙賽銅牌，在全青運三項鐵人項目中她亦在甲组半奥運距離取得個人銀牌，及夥拍伍泰龍、曾祥星和韋禔贏得甲組混合接力冠軍。9月，韋祺在蘇格蘭10公里賽跑出36分47秒，改寫湯樂榆的香港青年紀錄。
韋祺與其孿生妹妹韋禔（Tallulah Taye Wright）和幼妹韋樂（Roxanne Scarlet Wright）三姊妹均為中長跑及三項鐵人運動員，在2018至2019年度港九地區D1中學校際田徑賽中稱霸女子中長跑項目，齊齊打破學界紀錄。三姊妹在2019年7月先遠赴蘇格蘭愛丁堡留學完成首兩年課程，並回港休學一年訓練，再返回愛丁堡完成餘下學業。2020年5月三姊妹在蘇格蘭進行室內24小時單車接力，為樂施會籌款，幫助受COVID-19影響的社群。最終三人在24小時內完成673.2公里，籌得超過目標金額5倍的2711英鎊。
PB－800米：2:16.46；1500米：4:34.04；3000米：9:50.89；5000米：17:36.33；10公里：36:47
1. ↑  . Sportsroad.   [2020-05-06]. （原始内容存档于2019-04-17）.
2. ↑  . Sportsroad.   [2020-05-06]. （原始内容存档于2018-07-25）.
3. ↑  . Sportsroad.   [2020-05-06]. （原始内容存档于2019-03-24）.
4. ↑  . Sportsroad.   [2020-05-06]. （原始内容存档于2021-06-16）.
5. ↑  . HK01.   [2020-05-06]. （原始内容存档于2021-08-04）.
6. ↑  . International triathlon union.   [2020-05-06]. （原始内容存档于2021-05-16）.
7. ↑  . Sportsroad.   [2020-05-06]. （原始内容存档于2020-11-27）.
8. ↑  . Sportsroad.   [2020-05-06]. （原始内容存档于2020-08-04）.
9. ↑  . Sportsroad.   [2020-05-06]. （原始内容存档于2021-05-17）.
10. ↑  . Scottish Marathon.   [18 May 2020]. （原始内容存档于2017-09-14）.
11. ↑  . Sportsroad.   [2020-05-06]. （原始内容存档于2021-06-12）.
12. ↑  . HK01.   [2020-05-06]. （原始内容存档于2021-08-06）.
13. ↑  . HK01.   [2020-05-06].
14. ↑  . IAAF.   [2020-05-06].
15. ↑   (PDF). HKAAA.   [2020-05-06].